# Dálnice D11
Dálnice D11 (též zvaná Hradecká dálnice) je česká dálnice vedoucí z Prahy přímo na východ do Hradce Králové a odtud dále na sever do Jaroměře. Její zprovozněná délka je 114,542 km z celkově plánovaných 156 km. Spojuje Prahu a východní Čechy (Královéhradecký kraj, Pardubický kraj).
V úseku Sedlice–Plotiště má dálnice D11 společnou trasu (peáž) s dálnicí D35. U Sedlic pokračuje D35 směrem na Olomouc a na křižovatce u Plotišť bude po dostavění dalšího úseku pokračovat směr Jičín.
Po dokončení povede D11 dále přes Trutnov až na hranice s Polskem, kde na ni naváže polská rychlostní silnice S3, vedoucí přes celé západní Polsko až k Baltskému moři. Trasa D11 se tak v tomto úseku zcela odchýlí od trasy silnice I/11, podle níž je očíslovaná.
Dálnice D11 je součástí systému evropských silnic jako silnice E67 z Prahy do Helsinek. Je pravděpodobné, že ze současného pokračování po silnici I/33 (v Polsku č. 8) přes Náchod a Kladsko bude trasa E67 na českém území převedena výhradně na dálnici D11. V rámci české dálniční sítě bude D11 také součástí alternativního dálničního spojení Čech a Moravy vedeného z Prahy přes Hradec Králové a dále po dálnici D35 do Olomouce a na dálnici D1.

## Výstavba
Dálnice D11 vychází z plánů z roku 1939, kdy měla být součástí tahu Plzeň – Praha – Hradec Králové a i roku 1963 byla zařazena do obnovených plánů na výstavbu dálnic. Výstavba prvního úseku Praha–Jirny dlouhého 8,3 km byla zahájena až roku 1978 a dokončena roku 1984. Tento úsek je výrazně širší než další části dálnice, protože se počítalo s rezervou pro případné rozšiřování. Do roku 1985 se dálnice protáhla k výjezdu Sadská na 26,7 km. V roce 1990 přibyl úsek k výjezdu Poděbrady-východ (resp. Libice nad Cidlinou), situovaného hned za mostem přes Labe. Na dálnici zde navazovala silnice I/32, sloužící zároveň jako přivaděč na původní státní silnici I/11. Dálnice měřila 42 km a tak tomu zůstalo dalších 16 let, i pro bezprostřední konflikt s národní přírodní rezervací Libický luh.
Výstavba úseku z Poděbrad do Hradce Králové byla komplikovaná. 16,5 km dlouhý úsek Dobšice–Chýšť, který sloužil jako obchvat Chlumce nad Cidlinou, byl zprovozněn v polovičním profilu 15. prosince 2005, avšak bez dobře značené návaznosti na stávající komunikace. Celý úsek od Poděbrad až před Hradec Králové byl zprovozněn 19. prosince 2006 a dálnice byla provizorně ukončena u vsi Praskačka, kde byla napojena na stávající silnici II/333. Dostavbu zbývajících několika kilometrů jednoduchým terénem k výjezdu Hradec Králové-Kukleny (90. km) řadu let zdržovaly pozemkové spory (viz níže).
V roce 2009 byl zprovozněn navazující úsek dálnice D35 Sedlice (MÚK s D11) – Opatovice nad Labem (MÚK s I/37). Tím se výrazně zrychlilo napojení Pardubic a jižních částí Hradce Králové.
V roce 2018 a 2019 proběhlo mezi Horními Počernicemi a Jirny rozšíření na 6 pruhů, používají se ale stále jen čtyři.
Poslední dva dosud zprovozněné úseky, Hradec Králové – Smiřice a Smiřice–Jaroměř, jejichž stavba započala v roce 2018, byly otevřeny v prosinci 2021.

### Další plány
K dokončení celé dálnice D11 zbývá vybudovat poslední dva úseky. Ty jsou však ze všech úseků nejdelší, nejdražší a nejsložitější. Jako jediné z celé dálnice procházejí horským terénem a proto je na nich plánováno několik tunelů a množství dlouhých vysokých mostů. Úsek 1108 do Trutnova bude mít jeden tunel na konci táhlého stoupání z 290 m n. m. k náhorní plošině ve výšce 510 m n. m. Logicky by se měl úsek stavět jako první, ale kvůli komplikacím s přípravou a odporem obcí jej předběhl poslední úsek 1109. Ten se začne stavět a bude zprovozněn minimálně o rok dříve. Budou na něm dva tunely, zkracující stoupání z údolí řeky Úpy a přes dva kilometry estakád. Jelikož jsou oba úseky v rámci tehdejších úspor naplánovány ještě v normě rychlostní silnice, bude dálnice do Trutnova nepatrně užší a úsek k hranicím dokonce úplně bez odstavných pruhů. Změna parametrů by však stavbu výrazně prodražila a oddálila.[zdroj⁠?!] Jelikož z polské strany navazující rychlostní komunikace S3 byla dokončena dříve než česká D11, není další oddálení žádoucí.
Pro úsek 1109 jsou již vykoupeny téměř všechny pozemky. Stavba měla původně začít koncem roku 2023, zhotovitel byl vybrán v listopadu 2023. O měsíc později ale byla proti výběru nejvýhodnější nabídky podána námitka.
U úseku 1108 ještě nebylo do ledna roku 2023 vydáno ani pravomocné územní rozhodnutí, blokované jediným stěžovatelem. 20. února 2023 ale Krajský úřad Královéhradeckého kraje odvolání zamítl a územní rozhodnutí tak 7. března 2023 nabylo právní moci. Ke konci roku 2023 bylo vykoupeno 51 % potřebných pozemků.
Po dokončení polské S3, hraničního úseku D11 a převedením mezinárodního provozu E65 a E67 z Harrachova a Náchoda do Královce se očekávají problémy na silnici 37.

## Přehled úseků
| Číslo   | Úsek                                  | Délka     | Kategorie           | Zahájení výstavby                    | Uvedení do provozu                   | Křižovatky                                                                   |
| ------- | ------------------------------------- | --------- | ------------------- | ------------------------------------ | ------------------------------------ | ---------------------------------------------------------------------------- |
| 1101    | Praha–Jirny                           | 8,32 km   | D34/120             | 09/1978                              | 10/1984                              | Praha - Horní Počernice (exit 1) Jirny (exit 8)                              |
| 1102/I  | Jirny–Bříství                         | 10,18 km  | D26,5/120           | 03/1980                              | 10/1984                              | Bříství (exit 18)                                                            |
| 1102/II | Bříství–Třebestovice                  | 8,2 km    | D26,5/120           | 03/1980                              | 10/1985                              | Sadská (exit 25)                                                             |
| 1103    | Třebestovice – Libice nad Cidlinou    | 15,3 km   | D26,5/120           | 04/1985                              | 11/1990                              | Poděbrady-západ (exit 35) Poděbrady-jih (exit 39) Poděbrady-východ (exit 42) |
| 1104/I  | Libice nad Cidlinou – Dobšice         | 11,538 km | D27,5/120           | 01/2004                              | 12/2006                              | Dobšice (exit 50)                                                            |
| 1104/II | Dobšice–Chýšť                         | 15,975 km | D27,5/120           | 08/2004                              | 12/2006                              | Chlumec nad Cidlinou (exit 62) Chýšť (exit 68)                               |
| 1105/I  | Chýšť–Osičky                          | 10,9 km   | D27,5/120           | 06/2004                              | 12/2006                              | Pravy (exit 76)                                                              |
| 1105/II | Osičky – Hradec Králové               | 11,8 km   | D27,5/120           | 01/2005 (1. část), 07/2014 (2. část) | 12/2006 (1. část), 08/2017 (2. část) | Sedlice (exit 84) Kukleny (exit 90)                                          |
| 1106    | Hradec Králové – Smiřice              | 15,2 km   | D27,5/120           | 10/2018                              | 12/2021                              | Plotiště (exit 95) Smiřice (exit 104)                                        |
| 1107    | Smiřice–Jaroměř                       | 7,15 km   | D27,5/120           | 04/2018                              | 12/2021                              | Jaroměř-jih (exit 108) Jaroměř-sever (exit 113)                              |
| 1108    | Jaroměř–Trutnov                       | 19,63 km  | D26,0/130           | plánováno 2025                       | plánováno 2028                       | Choustníkovo Hradiště Kocbeře                                                |
| 1109/II | Trutnov – státní hranice ČR, 2. etapa | 17,9 km   | D26,0/130 D21,5/110 | 10/2024                              | plánováno 2028                       | Střítež Poříčí                                                               |
| 1109/I  | Trutnov – státní hranice ČR, 1. etapa | 3,275 km  | D21,5/110           | 10/2024                              | plánováno 2026                       | Královec                                                                     |

### Problémy s pozemky, úsek 1105/II
Mediální pozornost si získal spor o pozemky farmářky Ludmily Havránkové u Hradce Králové. Ta v roce 1992 získala v restituci zemědělské pozemky. Roku 1993 pak vláda vyhlásila dálnici prioritní stavbou, což umožnilo vyvlastňování pozemků. Roku 2002 vláda rozhodla o prodloužení dálnice z Poděbrad do Hradce Králové. Havránková se v roce 2004 dozvěděla, že dálnice má vést přes její pole, a proto pozemky nabídla státu, ten však na nabídku nijak nereagoval. Proto prodala části parcel ekologickým aktivistům za symbolickou cenu. V roce 2006 se dohodla se státem na výměně za pozemky vzdálené 30 kilometrů. V roce 2007 existoval návrh, podle nějž měla za 13 hektarů stavebních parcel získat 250 hektarů zemědělské půdy. V roce 2008 Topolánkova vláda doporučila výměnu 10,6 hektaru parcel za 253 hektarů polí, ministerstva však návrh odmítla a navrhla výměnu 10 hektarů polí s doplatkem 46 milionů Kč, ministr Slamečka přišel s návrhem vyměnit jen 3 hektary a dalších 130 hektarů jen pronajmout, takový návrh pak v roce 2010 vláda předložila Ludmile Havránkové. V roce 2010 vláda rozhodla o vyvlastnění pozemků Ludmily Havránkové i její sestry Jaroslavy Štrosové. Vláda schválila rovněž návrh dohody, po jejímž nepřijetí majitelkami půdy by vláda přikročila k vyvlastnění. V červnu 2011 Havránková prodala státu 11 hektarů pozemků za 90 milionů Kč, s tím, že za utržené peníze nakoupí pozemky po celém kraji a Pozemkový fond jí je pak smění za pozemky, které by tvořily jediný celek. Kvůli sporu dálnice po léta končila provizorním sjezdem u Praskačky. Na nejistý výsledek vyjednávání byla vázána rozhodnutí, zda dálniční sjezd bude u původně plánované křižovatky Bláhovka, nebo severněji u Stěžer. V roce 2017 byla dálnice konečně dovedena do Hradce Králové.
Úsek 1105/II byl původně provizorně ukončen u Libišan, na místě budoucího křížení s D35 u Sedlic. Poté byl provizorně ukončen u Praskačky. Celý úsek až po MÚK Kukleny byl za velké pozornosti médií předán do provozu 21. srpna 2017.

### Problémy s pozemky, úsek 1108
Obchvat Jaroměře navazuje na dočasný konec dálnice D11 u Hořenic a u Velkého Třebešova se napojuje na obchvat České Skalice. František Kučera, který je místopředsedou Vrchního soudu v Praze, v souvislosti s pozemky kolem Jaroměře vedl se státem asi deset různých sporů.
Krajský úřad Královéhradeckého kraje v únoru 2022 odňal manželům Kučerovým vlastnické právo k částem pozemků u Hořenic. Právo hospodařit s pozemky získalo Ředitelství silnic a dálnic. Úřad dále zřídil věcné břemeno na dalších pozemcích Kučerových, a to kvůli přeložce plynovodu. Kučerovi podali žalobu, kterou Krajský soud koncem dubna zamítl. NSS v srpnu 2022 rozhodnutí krajského soudu zrušil kvůli procesní chybě.

## Modernizace dálnice
| Číslo | Název                         | Délka   | Kategorie | Zahájení výstavby | Uvedení do provozu | Křižovatky                             |
| ----- | ----------------------------- | ------- | --------- | ----------------- | ------------------ | -------------------------------------- |
| A13   | Praha–Jirny, zkapacitnění     | 7,8 km  | D34/120   | plánováno 2027    | plánováno 2029     | Olomoucká Jirny                        |
| A14   | MÚK Beranka                   | —       | D34/120   | plánováno 2027    | plánováno 2029     | Beranka                                |
| S24   | Jirny–Poděbrady, zkapacitnění | 32,8 km | D33,5/130 | plánováno 2030    | plánováno 2034     | Jirny Bříství Sadská Vrbová Lhota Kluk |